# 친이즈
친이즈(진의지, 중국어 정체자: 秦宜智, 병음: qín yízhì, 1965년 12월 - )는 중화인민공화국의 정치인이다. 현재 중국 국무원 국가시장감독관리총국 부국장이다.

## 이력
1965년 허난성에서 태어나 1983년 칭화 대학 공정물리학과에 입학해 1988년 졸업하였다. 2001년까지 중국 국무원 직속 쓰촨성 청두 시 판강 철강그룹에서 임원으로 근무하였고 1994년 충칭 대학에서 열역학 석사 학위. 2001년 쓰촨성 판즈화 시 시장, 2004년 쓰촨성 네이장 시 서기. 2005년 후진타오에 의해 라싸 시 서기,  티베트 자치구 부주석, 상무 부주석. 2013년 공청단 중앙서기처 제1서기. 2017년 중국 국무원 국가질량감독검역총국 부국장, 2018년 중국 국무원 국가시장감독관리총국 부국장이다.

## 학력
- 1983년~1988년: 칭화 대학 공정물리학과 (학사)